# IBM Z
IBM Z és un nom familiar utilitzat per IBM per a tots els seus ordinadors mainframe z/Architecture.
El juliol de 2017, amb una altra generació de productes, la família oficial es va canviar a IBM Z d'IBM z Systems; la família IBM Z ara inclou el model més nou, l'IBM z16, així com el z15, el z14 i el z13 (publicat amb els noms IBM z Systems/IBM System z), els models IBM zEnterprise (d'ús comú el zEC12 i z196), els models IBM System z10 (d'ús comú el z10 EC), els models IBM System z9 (d'ús comú el z9EC) i els models IBM eServer zSeries (en ús comú només es refereix a les generacions de mainframe z900 i z990) .
Les famílies zSeries, zEnterprise, System z i IBM Z van rebre el nom de la seva disponibilitat: z significa zero downtime. Els sistemes estan construïts amb components de recanvi capaços de passar per errors en calent per garantir un funcionament continu.

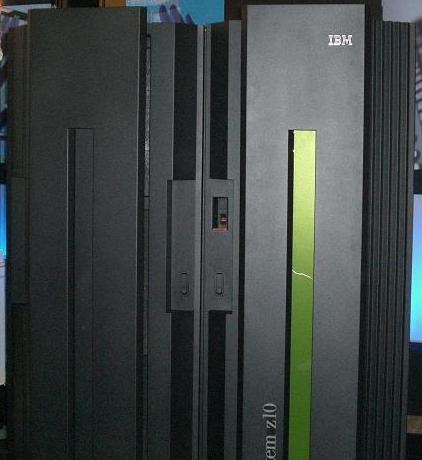
Ordinador central IBM System Z10.

La família IBM Z manté una compatibilitat total enrere. En efecte, els sistemes actuals són els descendents directes i lineals del System/360, anunciat el 1964, i del System/370 dels anys setanta. Moltes aplicacions escrites per a aquests sistemes encara es poden executar sense modificar al sistema IBM Z més recent cinc dècades després.
Els sistemes IBM zSeries es basaven en els xips z/Architecture: els processadors multinúclis zArchitecture basats en CISC fora d'ordre. El nombre màxim de nuclis disponibles en un model concret del zEC12 es denota amb el nom del model. Per exemple, l'H20 té fins a 20 nuclis que es poden demanar per a l'ús directe del client, a més de recanvi i un tipus de nucli de processador d'E/S especial, el processador d'assistència del sistema. Cada nucli es pot caracteritzar com un processador central (CP), un processador Integrated Facility per a Linux (IFL), un processador d'assistència d'aplicació z (zAAP), un processador d'informació integrat z10 (zIIP), un processador de la instal·lació d'acoblament intern (ICF) o un sistema d'assistència addicional. Processador (SAP).
Llista de models (ordre cronològic invers) : IBM z16, IBM z15, IBM z14, IBM z13, IBM zEnterprise System, IBM System z10, IBM System z9, IBM zSeries family.